# Arbois
Arbois és un municipi francès situat al departament del Jura i a la regió de Borgonya - Franc Comtat. L'any 2007 tenia 3.487 habitants.

## Demografia

### Població
El 2007 la població de fet d'Arbois era de 3.487 persones. Hi havia 1.585 famílies de les quals 625 eren unipersonals (203 homes vivint sols i 422 dones vivint soles), 532 parelles sense fills, 341 parelles amb fills i 87 famílies monoparentals amb fills.
La població ha evolucionat segons el següent gràfic:
Habitants censats

### Habitatges
El 2007 hi havia 2.035 habitatges, 1.622 eren l'habitatge principal de la família, 133 eren segones residències i 280 estaven desocupats. 1.242 eren cases i 786 eren apartaments. Dels 1.622 habitatges principals, 1.004 estaven ocupats pels seus propietaris, 560 estaven llogats i ocupats pels llogaters i 58 estaven cedits a títol gratuït; 39 tenien una cambra, 152 en tenien dues, 292 en tenien tres, 417 en tenien quatre i 722 en tenien cinc o més. 1.016 habitatges disposaven pel capbaix d'una plaça de pàrquing. A 844 habitatges hi havia un automòbil i a 463 n'hi havia dos o més.

### Piràmide de població
La piràmide de població per edats i sexe el 2009 era:
| Homes | Edats   | Dones |
| ----- | ------- | ----- |
| 4     | 95 o +  | 24    |
| 8     | 90 a 94 | 32    |
| 24    | 85 a 89 | 88    |
| 20    | 80 a 84 | 68    |
| 92    | 75 a 79 | 124   |
| 72    | 70 a 74 | 120   |
| 112   | 65 a 69 | 108   |
| 96    | 60 a 64 | 96    |
| 76    | 55 a 59 | 104   |
| 112   | 50 a 54 | 144   |
| 184   | 45 a 49 | 128   |
| 156   | 40 a 44 | 116   |
| 112   | 35 a 39 | 120   |
| 92    | 30 a 34 | 112   |
| 108   | 25 a 29 | 108   |
| 113   | 20 a 24 | 52    |
| 188   | 15 a 19 | 80    |
| 100   | 10 a 14 | 104   |
| 112   | 5 a 9   | 64    |
| 64    | 0 a 4   | 76    |

## Economia
El 2007 la població en edat de treballar era de 2.108 persones, 1.515 eren actives i 593 eren inactives. De les 1.515 persones actives 1.387 estaven ocupades (741 homes i 646 dones) i 129 estaven aturades (60 homes i 69 dones). De les 593 persones inactives 207 estaven jubilades, 172 estaven estudiant i 214 estaven classificades com a «altres inactius».

### Ingressos
El 2009 a Arbois hi havia 1.605 unitats fiscals que integraven 3.299,5 persones, la mediana anual d'ingressos fiscals per persona era de 17.311 €.

### Activitats econòmiques
Dels 301 establiments que hi havia el 2007, 5 eren d'empreses extractives, 13 d'empreses alimentàries, 18 d'empreses de fabricació d'altres productes industrials, 23 d'empreses de construcció, 75 d'empreses de comerç i reparació d'automòbils, 10 d'empreses de transport, 25 d'empreses d'hostatgeria i restauració, 2 d'empreses d'informació i comunicació, 18 d'empreses financeres, 28 d'empreses immobiliàries, 36 d'empreses de serveis, 32 d'entitats de l'administració pública i 16 d'empreses classificades com a «altres activitats de serveis».
Dels 73 establiments de servei als particulars que hi havia el 2009, 1 era una oficina d'administració d'Hisenda pública, 1 gendarmeria, 1 oficina de correu, 6 oficines bancàries, 3 funeràries, 4 tallers de reparació d'automòbils i de material agrícola, 1 taller d'inspecció tècnica de vehicles, 3 autoescoles, 4 paletes, 5 guixaires pintors, 6 fusteries, 3 lampisteries, 3 electricistes, 6 perruqueries, 4 veterinaris, 2 agències de treball temporal, 13 restaurants, 4 agències immobiliàries, 1 tintoreria i 2 salons de bellesa.
Dels 25 establiments comercials que hi havia el 2009, 3 eren supermercats, 1 una botiga de més de 120 m², 3 fleques, 3 carnisseries, 2 llibreries, 3 botigues de roba, 1 una botiga de roba, 1 una botiga d'equipament de la llar, 1 una sabateria, 1 una botiga d'electrodomèstics, 1 una botiga de material esportiu, 1 un drogueria, 1 una perfumeria i 3 floristeries.
L'any 2000 a Arbois hi havia 121 explotacions agrícoles que ocupaven un total de 884 hectàrees.

## Equipaments sanitaris i escolars
El 2009 hi havia 1 hospital de tractaments de curta durada, 1 hospital de tractaments de mitja durada (seguiment i rehabilitació), 1 psiquiàtric, 2 centres de salut, 4 farmàcies i 2 ambulàncies.
El 2009 hi havia 1 escola maternal i 2 escoles elementals. Arbois disposava de 2 col·legis d'educació secundària amb 291 alumnes.

## Poblacions més properes
El següent diagrama mostra les poblacions més properes.